# Gniewomirowice
Gniewomirowice est une localité polonaise de la gmina de Miłkowice, située dans le powiat de Legnica en voïvodie de Basse-Silésie.